# Oficina Económica y Cultural de Taipéi en España
La Oficina Económica y Cultural de Taipei en España (en chino: 駐西班牙台北代表處; en pinyin: Zhù Xībānyá Dàibiǎo Chù) representa los intereses de Taiwán en España en ausencia de relaciones diplomáticas formales, funcionando como una embajada de facto. Su homóloga en Taiwán sería la Cámara de Comercio Española en Taipei. 

## Historia
La oficina fue establecida como Centro Sun Yat-sen en 1973.  Anteriormente, España reconocía a Taiwán como la República de China, que contaba con una embajada en Madrid. Existieron estrechas relaciones entre los gobiernos de Francisco Franco y Chiang Kai-shek, ambos anticomunistas. Sin embargo, las relaciones diplomáticas se rompieron en 1973 cuando España reconoció a la República Popular China.

## Representantes
- Hou Ching-shan (2010-2015)
- Simon Ko (2016-2018)
- José María Liu (2018-2023)
- Viva Chang (2023-2024)